# Grand Prix Szwecji 1978
Grand Prix Szwecji 1978 (oryg. Sveriges Grand Prix) – ósma runda Mistrzostw Świata Formuły 1 w sezonie 1978, która odbyła się 17 czerwca 1978, po raz szósty na torze Scandinavian Raceway.
9. Grand Prix Szwecji, szóste zaliczane do Mistrzostw Świata Formuły 1.

## Wyniki

### Wyścig
| Poz | Nr | Kierowca              | Konstruktor        | Okr | Czas/Strata   | P. start | Punkty |
| --- | -- | --------------------- | ------------------ | --- | ------------- | -------- | ------ |
| 1   | 1  | Niki Lauda            | Brabham-Alfa Romeo | 70  | 1:41:00.606   | 3        | 9      |
| 2   | 35 | Riccardo Patrese      | Arrows-Ford        | 70  | +34.019       | 5        | 6      |
| 3   | 6  | Ronnie Peterson       | Lotus-Ford         | 70  | +34.105       | 4        | 4      |
| 4   | 8  | Patrick Tambay        | McLaren-Ford       | 69  | +1 okr        | 15       | 3      |
| 5   | 17 | Clay Regazzoni        | Shadow-Ford        | 69  | +1 okr        | 16       | 2      |
| 6   | 14 | Emerson Fittipaldi    | Fittipaldi-Ford    | 69  | +1 okr        | 13       | 1      |
| 7   | 26 | Jacques Laffite       | Ligier-Matra       | 69  | +1 okr        | 11       |        |
| 8   | 7  | James Hunt            | McLaren-Ford       | 69  | +1 okr        | 14       |        |
| 9   | 12 | Gilles Villeneuve     | Ferrari            | 69  | +1 okr        | 7        |        |
| 10  | 11 | Carlos Reutemann      | Ferrari            | 69  | +1 okr        | 8        |        |
| 11  | 16 | Hans Joachim Stuck    | Shadow-Ford        | 68  | +2 okr        | 20       |        |
| 12  | 25 | Héctor Rebaque        | Lotus-Ford         | 68  | +2 okr        | 21       |        |
| 13  | 9  | Jochen Mass           | ATS-Ford           | 68  | +2 okr        | 19       |        |
| 14  | 36 | Rolf Stommelen        | Arrows-Ford        | 67  | +3 okr        | 24       |        |
| 15  | 10 | Keke Rosberg          | ATS-Ford           | 63  | +7 okr        | 23       |        |
| NS  | 37 | Arturo Merzario       | Merzario-Ford      | 62  | +8 okr        | 22       |        |
| NS  | 5  | Mario Andretti        | Lotus-Ford         | 46  | Silnik        | 1        |        |
| NS  | 27 | Alan Jones            | Williams-Ford      | 46  | Opona         | 9        |        |
| NS  | 4  | Patrick Depailler     | Tyrrell-Ford       | 42  | Zawieszenie   | 12       |        |
| NS  | 15 | Jean-Pierre Jabouille | Renault            | 28  | Silnik        | 10       |        |
| NS  | 2  | John Watson           | Brabham-Alfa Romeo | 19  | Wypadł z toru | 2        |        |
| NS  | 20 | Jody Scheckter        | Wolf-Ford          | 16  | Przegrzanie   | 6        |        |
| NS  | 3  | Didier Pironi         | Tyrrell-Ford       | 8   | Wypadek       | 17       |        |
| NS  | 19 | Vittorio Brambilla    | Surtees-Ford       | 7   | Wypadek       | 18       |        |
| NZ  | 18 | Rupert Keegan         | Surtees-Ford       |     |               |          |        |
| NZ  | 30 | Brett Lunger          | McLaren-Ford       |     |               |          |        |
| NZ  | 22 | Jacky Ickx            | Ensign-Ford        |     |               |          |        |

## Prowadzenie w wyścigu
| Nr | Kierowca       | Okrążenia | Suma |
| -- | -------------- | --------- | ---- |
| 1  | Mario Andretti | 1-38      | 38   |
| 5  | Niki Lauda     | 39-70     | 32   |